# Histonacetyltransferas
Histonacetyltransferaser (HAT) är en grupp av enzymer som har en viktig funktion i cellens livscykel. De verkar på histoner, som är proteiner som cellens DNA är upplindat på. Histon-DNA-nystanen kallas kromatin. Histonacetyltransferaser katalyserar överföring av en acetylgrupp från acetyl-CoA till lysinrester i histoner. Denna acetylering gör att kromatinet kommer i ett eukromatiskt tillstånd, där DNA:t är löst packat och transkription kan ske.